# 中村伸郎
中村 伸郎（なかむら のぶお、1908年〈明治41年〉9月14日 - 1991年〈平成3年〉7月5日）は、日本の俳優である。本名同じ。北海道小樽市出身。
小松製作所元社長の中村税は養父。長女は女優の井出みな子、次女は女優の中村まり子である。

## 来歴・人物

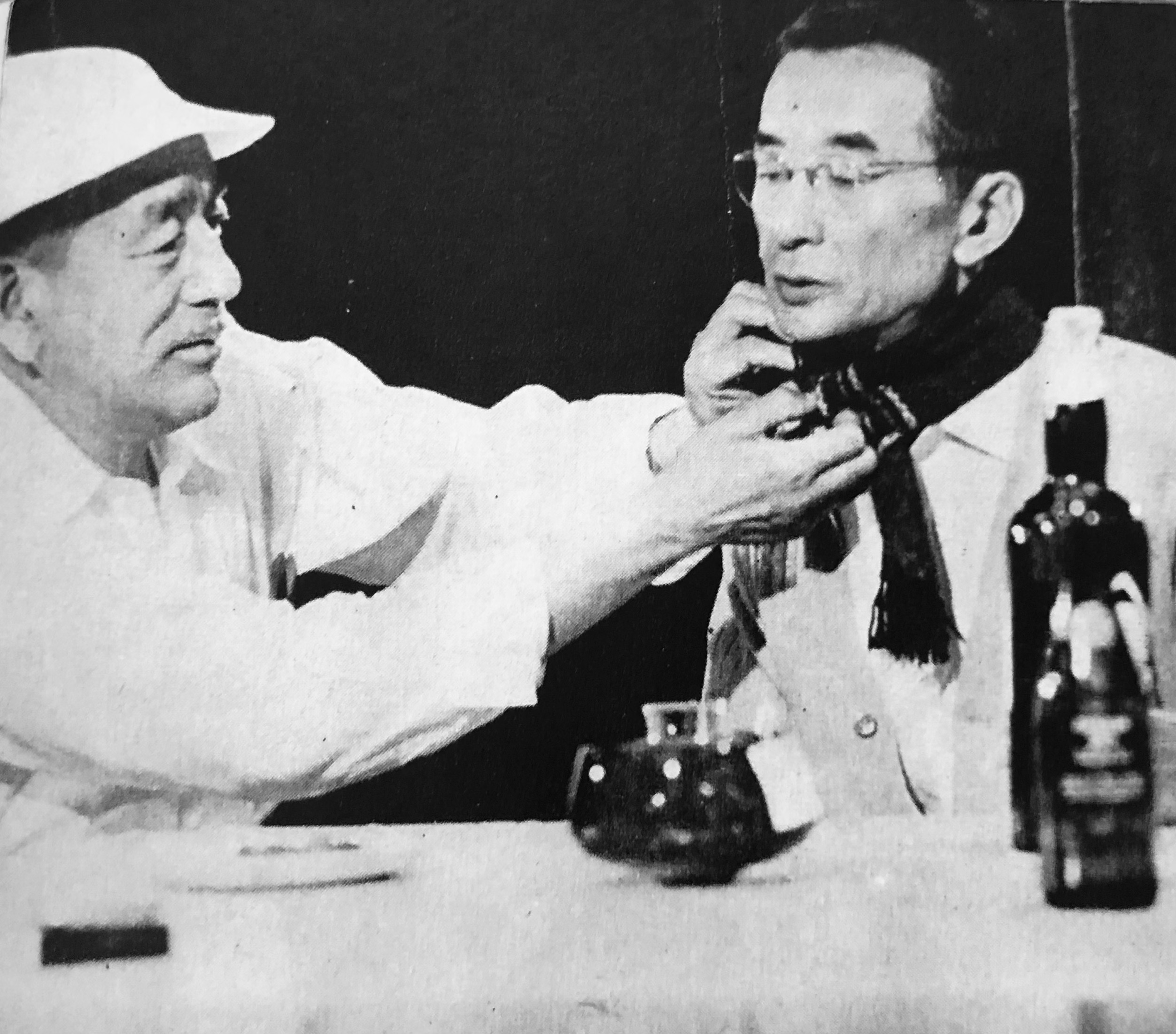
『秋刀魚の味』（1962年）の撮影現場。中村と小津安二郎。

生家は旧大垣藩士の岐阜県士族で、小寺芳次郎の七男として生まれる。父は同藩士人見為次郎の次男として生まれ、慶應義塾大学を卒業後日本郵船に入社して北海道に渡り、北海道銀行取締役兼支配人を務めた。後に東京に戻り、千駄ヶ谷に所在した乾電池製造の東京電業株式会社の専務取締役を務めた。
二男は画家の小寺健吉、三男は桃山学院大学教授などを務めた小寺廉吉、四男は日本舞踊研究家の小寺融吉、五男は千葉大学教授などを務めた小寺駿吉である。幼少期に年の離れた姉の「とし」と小松製作所初代社長の中村税夫妻の養子となり、東京へ転居する。
東京開成中学校を卒業し、中学校の同窓生で川尻東次、鳥山榛名、青柳忠正、土方正巳などと1926年に人形劇を公演して後の人形劇団プークのもととなる。青年期に画家を志すが、断念して舞台俳優となる。築地座を経て、1937年に岸田国士、杉村春子らと共に劇団文学座を創立して中核的存在として活躍した。
養父の小松製作所社長を頼り、戦中の文学座が小松市の小松製作所寮へ疎開する。1957年に文学座の理事に就任するなど運営面でも座の中心人物であった。
1963年に戯曲『喜びの琴』の上演中止を巡り、三島由紀夫、南美江らと共に文学座を脱退する。当時の文学座で最高幹部だった中村の退団は、文学座に大きな衝撃をもたらした。1964年に劇団NLT創立に参加し、1967年に紀伊國屋演劇賞を受賞する。1968年に三島らとNLTを脱退して劇団浪曼劇場を結成するが、三島の自決により劇団は解散する。福田恆存が理事長を務める現代演劇協会に附属の劇団雲へ入団するも、1975年に現代演劇協会が内部分裂した。のちに芥川比呂志らと劇団雲を退団して演劇集団 円を結成した。
舞台では文学座の中心俳優として、岸田國士、久保田万太郎、三島由紀夫など座付き劇作家の戯曲を中心に、翻訳劇まで幅広く活躍した。特に三島の戯曲の美しさに心酔し、文学座の安定した地位を捨てて三島と最後まで行動を共にした。三島の自決と浪漫劇場解散後は新たな方向を模索して不条理劇などの前衛劇に取り組み、1972年から11年間ウジェーヌ・イヨネスコ作の『授業』を毎週金曜日夜に渋谷の小劇場ジァン・ジァンで欠かさず上演した。1970年代中頃からは別役実作品の常連となり、演劇集団 円の公演や木山事務所プロデュース公演などには亡くなるまでほとんど全て出演し、別役作品の顔とされる存在であった
1991年7月5日午前5時7分に心不全のため東海大学医学部付属東京病院で死去した。享年82歳。
舞台のみならず、映画やテレビでも数多くの作品に脇役として多く出演した。風貌から学者、弁護士など知的な役柄を得意としたが、飄々としたコミカルな役どころも数多い。小津安二郎監督作品の常連で『彼岸花』『秋日和』『秋刀魚の味』では北竜二と共に主人公の友人役で出演し、ほかに黒澤明監督作品にも多く出演した。テレビドラマ『白い巨塔』の東教授は当たり役で、『タンポポ』（1985年）ではそのイメージを逆手にとった「老紳士」役を軽妙に演じた。『宇宙大怪獣ドゴラ』で演じた宗像博士は、監督の本多猪四郎によれば普段の中村そのままのキャラクターであったという。
エッセイストとしても知られ、著書『おれのことなら放つといて』は第34回日本エッセイストクラブ賞を受賞した。

## 出演作品

### 舞台
- 大寺学校（築地座）
- ハムレット（文学座）
- 女の一生（文学座）
- キティ颱風（文学座）
- 牛山ホテル（文学座・岸田國士追悼公演）
- シラノ・ド・ベルジュラック（文学座）
- 鹿鳴館（文学座）
- 薔薇と海賊（文学座）
- サロメ（文学座）
- 十日の菊（文学座）
- クレランバール（文学座）
- 朱雀家の滅亡 (NLT)
- わが友ヒットラー（浪曼劇場）
- サロメ（浪曼劇場・三島由紀夫追悼公演）
- クラップの最後のテープ
- 授業（ジァンジァンプロデュース）
- 移動（手の会）
- 天保十二年のシェイクスピア（西武劇場）
- 海神別荘（劇団雲）
- カンガルー（紀伊國屋ホール＋演劇集団 円）
- 雰囲気のある死体（演劇集団 円）
- 日本混虫〈虫づくし〉学会特別講演会（木山事務所）
- 一軒の家・一本の樹・一人の息子（演劇集団 円）
- 天才バカボンのパパなのだ（木山事務所）
- そして誰もいなくなった（本多劇場）
- メリーさんの羊（ジァンジァンプロデュース）
- うしろの正面だあれ（演劇集団 円）
- おたまじゃくしはかえるのこ（演劇集団 円）
- 諸国を遍歴する二人の騎士の物語 (PARCO)
- もーいいかい・まーだだよ（演劇集団 円）
- ドラキュラ伯爵の秋（PARCO＋木山事務所）
- 眠れる森の美女（演劇集団 円、1990年9月）[注釈 1]

他多数

### 映画
- 母の地図（1942年、東宝） - 筧英雄

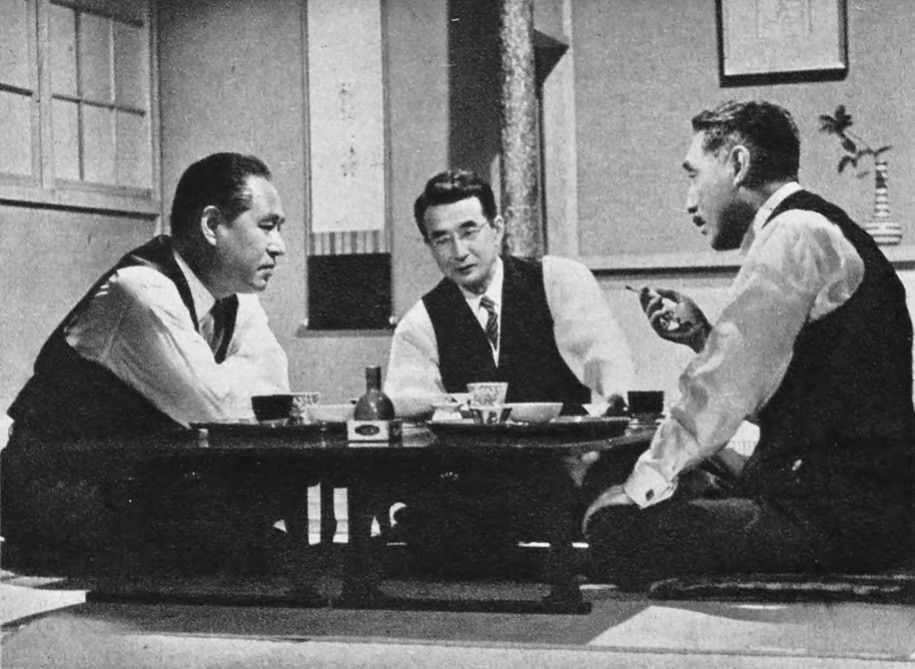
『彼岸花』（1958年）

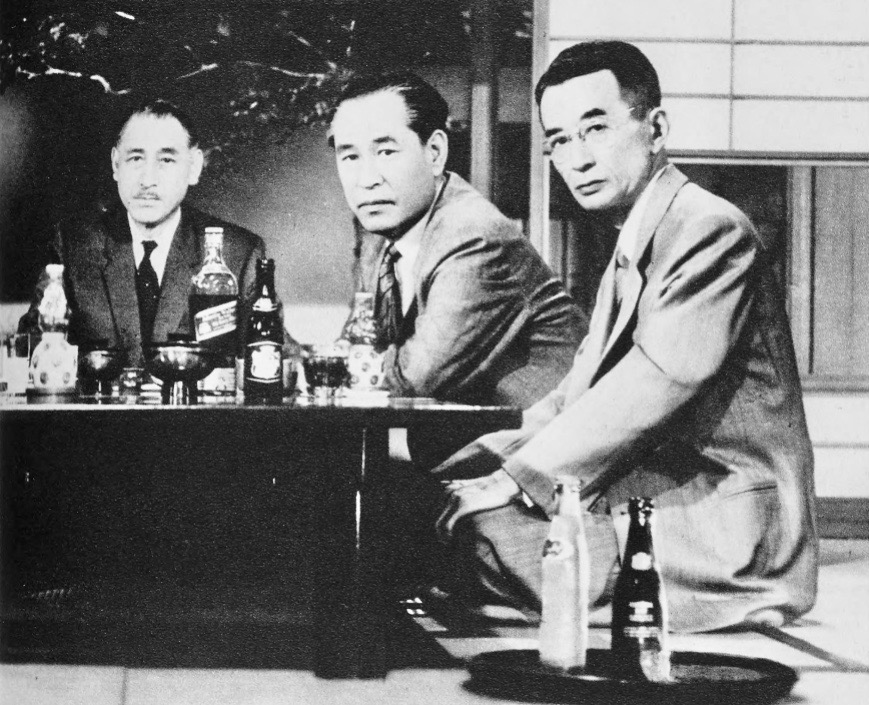
『秋日和』（1960年）

- 浦島太郎の後裔（1946年、東宝） - 鳥丸飛夫
- 自由学校（1951年、松竹）
- 生きる（1952年、東宝） - 市役所助役[3]
- 本日休診（1952年、松竹） - 竹さん
- 戦艦大和（1953年、新東宝） - 聯合艦隊司令部参謀
- にごりえ（1953年、文学座映画） - 安兵衛
- 東京物語（1953年、松竹） - 金子庫造
- 黒い潮（1954年、日活） - 清川助教授
- 獣人雪男（1955年、東宝） - 小泉重喜[7]
- 心に花の咲く日まで（1955年、大映/文学座） - 宮田先生
- 生きものの記録（1955年、東宝） - 精神科医
- 流れる（1956年、東宝） - 医者
- 鬼火（1956年、東宝） - 水原
- 早春（1956年、松竹）- 荒川総務部長
- 蜘蛛巣城（1957年、東宝） - 幻の武者3
- 東京暮色（1957年、松竹） - 相馬栄
- 日露戦争勝利の秘史 敵中横断三百里（1957年、大映）- 児玉総参謀長
- 無法松の一生（1958年、東宝） - 良子の兄
- 彼岸花（1958年、松竹） - 河合利彦
- 悪女の季節（1958年、松竹）
- 人間の条件第一部（1959年、人間プロ） - 本社部長
- 氾濫（1959年、大映） - 久我象吉
- 野獣死すべし（1959年、東宝） - 杉村教授
- 秋日和（1960年、松竹） - 田口秀三
- 悪い奴ほどよく眠る（1960年、東宝） - 建設会社顧問弁護士
- 黒い画集（東宝）
  - 黒い画集 あるサラリーマンの証言（1960年） - 竹田
  - 黒い画集 第二話 寒流（1961年） - 小西副頭取
- 世界大戦争（1961年、東宝） - 官房長官[7][3]
- 秋刀魚の味（1962年、松竹） - 河合秀三
- 箱根山 (1962年)
- 天国と地獄（1963年、東宝） - 石丸重役
- 牝（1964年、東映） -首藤栄太郎
- 社長シリーズ（東宝）
  - 続・社長紳士録（1964年） - 大河内
  - 続・社長行状記（1966年） - 富岡
  - 社長繁盛記（1968年） - 藤川
  - 続・社長繁盛記（1968年） - 藤川
- 宇宙大怪獣ドゴラ（1964年、東宝） - 宗方博士[1][3][4]
- フランケンシュタイン対地底怪獣（1965年、東宝） - 須賀博士[1][4]
- 香港の白い薔薇（1965年、東宝） - 永原一政
- 複雑な彼（1966年、大映） - 須賀健作
- フランケンシュタインの怪獣 サンダ対ガイラ（1966年、東宝） - 喜田教授[1]
- 東宝8.15シリーズ（東宝）
  - 日本のいちばん長い日（1967年） - 木戸幸一
  - 激動の昭和史 軍閥（1970年） - 木戸幸一
- 愛の渇き（1967年、日活） - 杉本弥吉
- 乱れ雲（1967年、東宝） - 武内常務
- リオの若大将（1968年、東宝） - 江口剛造
- 超高層のあけぼの（1969年、東映）- 古川教授
- 幻の殺意（1971年、東宝） - 浜田校長
- 君は海を見たか（1971年、大映） - 矢部教授
- 黒の奔流（1972年、松竹） - 北川大造
- 恍惚の人（1973年、東宝） - 藤枝
- 日本沈没（1973年、東宝） - 野崎特使[1][3]
- 華麗なる一族（1974年、東宝）- 松平日本銀行総裁
- 絶唱（1975年、東宝） - 橋本
- 狭山裁判（1976年、東映） - 内田裁判長
- 春琴抄（1976年、東宝）- 春松検校
- 悪魔の手毬唄（1977年、東宝） - 多々良放庵
- 黄金のパートナー（1979年、東宝） - 和辻
- タンポポ（1985年、東宝） - 老紳士
- BU・SU（1987年、東宝） - 客
- ノーライフキング（1989年、アルゴ・プロジェクト） - 木村平成

### テレビドラマ
- テレビ劇場 簪（1958年6月13日、NHK） - 正宏
- 花ひらくとき（1966年、NHK） - 三田村恭介（異母姉妹の父）
- 泣いてたまるか 第33話「空にひろった恋」（1967年、TBS）
- 白い巨塔（1967年、NET） - 船尾徹
- NHK大河ドラマ
  - 天と地と（1969年、NHK） - 甘利備前守
  - 樅ノ木は残った（1970年、NHK） - 仏師未了
  - 新・平家物語（1972年、NHK） - 鳥羽僧正
  - 勝海舟（1974年、NHK） - 都甲市郎左衛門
  - 元禄太平記（1975年、NHK） - 吉田忠左衛門
  - 峠の群像（1982年、NHK） - 四方庵宗徧
- 大坂城の女（1970年、KTV）
- 男は度胸（1970年、NHK） - 徳川綱吉
- だいこんの花（1970年、NET）
- 大忠臣蔵（1971年、NET）- 吉田忠左衛門
- 荒野の素浪人 第22話「待ち伏せ 国境い夜叉神峠」（1972年、NET） - 松平朋重
- 長谷川伸シリーズ / 関の弥太っぺ（1972年、NET）
- 銀座わが町（1973年、NHK）
- 赤ひげ（NHK）
  - 第27話「サ夫藍」（1973年）
  - 第48話「別れ」（1973年）
- 子連れ狼 第1部 第6話「お末無情」（1973年、NTV） - 田浦甚左衛門
- 放浪家族（1975年、MBS） - 沖津教授
- 俺たちの旅（1975年、NTV） - 熊沢健蔵
- 特捜最前線 第29話「プルトニウム爆弾が消えた街」・第30話「核爆発80秒前のロザリオ」（1977年、ANB）- 官房長官
- 日本の戦後（1977年、NHK）　
  - 第2集 サンルームの二時間 憲法GHQ案の衝撃 - 内閣総理大臣：幣原喜重郎
  - 第8集 審判の日 極東国際軍事裁判 - 元内大臣：木戸幸一
  - 第10集 オペラハウスの日章旗 サンフランシスコ講和会議 - 東大学長：南原繁
- 白い巨塔（1978年、CX） - 東貞蔵[1]
- 事件（1979年 - 1984年、NHK） - 谷裁判長
- 風の隼人（1979年、NHK） - 調所笑左衛門
- 突然の明日（1980年、TBS）
- 松本清張シリーズ ザ・商社（1980年、NHK） - 浜島社長
- 立花登・青春手控え 第7話「帰ってきた」（1982年、NHK）
- 悪女の招待状（1982年、ANB）
- 松本清張シリーズ けものみち（1982年、NHK） - 沢杉病院院長
- 時代劇スペシャル / 松本清張の西海道談綺（1983年、TNC / CX） - 長谷川悦寿
- 花田春吉なんでもやります（1985年、TBS）

### ラジオドラマ
- R62号の発明（1980年、NHKラジオ第一） - ドクトル

## 著書
- 『おれのことなら放つといて』（随筆・俳句集 第34回日本エッセイスト・クラブ賞）早川書房、1986年。早川書房〈ハヤカワ文庫 NF161〉、1989年。
- 『永くもがなの酒びたり』（随筆・俳句集 遺作）早川書房、1991年。

## 受賞歴
- 1973年 - 文化庁芸術祭賞大賞
- 1976年 - 紫綬褒章
- 1987年 - 文化庁芸術祭賞、紀伊国屋演劇賞特別賞